# Sínquise
Sínquise (em grego: σύγχυσις; "confusão", "mistura"), na língua portuguesa, é a figura de linguagem em que os termos da oração são transpostos de forma violenta, produzindo confusão artística das palavras. Geralmente esse efeito é conseguido usando-se simultaneamente hipérbatos, anacolutos, e outras figuras de repetição ou omissão, dificultando o entendimento do enunciado em uma primeira leitura.
Exemplo:
| “ | A grita se levanta ao céu, da gente. | ” |

Uma forma mais direta seria: "A grita da gente se levanta ao céu".